# Under Control
"Under Control" é uma canção do DJ sueco Alesso e do DJ escocês Calvin Harris com participação da banda inglesa Hurts, para o lançamento do álbum de estreia de Alesso.

## Antecedentes
O acompanhamento musical desta canção foi usada anteriormente pelo Alesso durante o festival Electric Daisy Carnival 2012, em Nova Iorque. Foi um mashup da canção "Wild Ones" na versão a cappella, do rapper Flo Rida e Sia Furler. A canção tinha o título de "Gouda", mas foi lançado um ano depois. Em 15 de maio de 2013, Alesso, Calvin Harris e Theo Hutchcraft passaram no estúdio para gravar a nova versão da canção.
"Under Control" estreou em 2 de agosto de 2013, durante o set de Alesso no Ushuaia, em Ibiza, que foi transmitido pela BBC Radio 1. Calvin Harris apresentou a canção ao fim do set no V Festival, em 20 de agosto. Em 18 de setembro, Calvin Harris publicou cerca de 1 minuto e 30 segundos da futura composição da canção, no SoundCloud.
A capa foi apresentada em 4 de outubro, juntamente com as datas dos lançamentos no iTunes da Austrália e do Reino Unido e a canção foi estreada no rádio.

## Vídeo da música

Captura do vídeo: com Theo Hutchcraft (do grupo Hurts), Calvin Harris e Alesso, respectivamente.

As filmagens ocorreram na cidade de Los Angeles, Califórnia. Foi filmando em 10 e 11 de setembro de 2013. Em 9 de setembro, Calvin Harris publicou uma mensagem no Facebook, que mil fãs iriam tomar parte da gravação do vídeo.

## Lista de faixas
- Download digital[5]

1. "Under Control" – 3:04

- Download digital – Extended Mix[6]

1. "Under Control" (Extended Mix) – 5:36

- CD single na Alemanha[7]

1. "Under Control" – 3:04
2. "Under Control" (Extended Mix) – 5:36

## Gráficos e certificações
| País/Parada (2013)                              | Melhor posição |
| ----------------------------------------------- | -------------- |
| Alemanha (Media Control Charts)                 | 24             |
| Austrália (ARIA Charts)                         | 17             |
| Austrália (Top 20 Dance Tracks)                 | 6              |
| Áustria (Ö3 Austria Top 40)                     | 21             |
| Bélgica (Ultratop 50 Flanders)                  | 42             |
| Bélgica (Ultratop 40 Valônia)                   | 2              |
| Brasil (Top Dance 40)                           | 2              |
| Canadá (Canadian Hot 100)                       | 82             |
| Dinamarca (Hitlisten)                           | 28             |
| Escócia (Scottish Singles and Albums Chart)     | 1              |
| Eslováquia (Rádio Top 100 Oficiálna)            | 15             |
| Estados Unidos (Bubbling Under Hot 100 Singles) | 3              |
| Estados Unidos (Dance/Electronic Songs)         | 12             |
| Finlândia (Suomen virallinen lista)             | 5              |
| França (SNEP)                                   | 57             |
| Hungria (Dance Top 40)                          | 4              |
| Hungria (Rádiós Top 40)                         | 33             |
| Hungria (Single Top 20)                         | 5              |
| Irlanda (IRMA)                                  | 5              |
| Noruega (VG-lista)                              | 9              |
| Nova Zelândia (Recorded Music NZ)               | 31             |
| Polónia (Airplay Top 20)                        | 7              |
| Polónia (Dance Top 50)                          | 13             |
| Países Baixos (MegaCharts)                      | 59             |
| Países Baixos (Dance Top 30)                    | 12             |
| Reino Unido (UK Dance Chart)                    | 1              |
| Reino Unido (UK Singles Chart)                  | 1              |
| Chéquia (IFPI)                                  | 8              |
| Suécia (Sverigetopplistan)                      | 8              |
| Suíça (Schweizer Hitparade)                     | 34             |
| União Europeia (Euro Digital Songs)             | 2              |

| Austrália (ARIA) | Ouro  | 35.000^  |
| Reino Unido (BPI) | Prata | 200.000^ |
| * Números de vendas com base em certificação individual ^ Valores enviados com base em certificação individual x Números não especificados com base em certificação individual |       |          |

## Histórico de lançamento
| Região         | Data                   | Formato(s)             | Gravadora                         |
| -------------- | ---------------------- | ---------------------- | --------------------------------- |
| Dinamarca      | 7 de outubro de 2013   | Download digital       | Sony Music                        |
| Finlândia      | 7 de outubro de 2013   | Download digital       | Sony Music                        |
| França         | 7 de outubro de 2013   | Download digital       | Sony Music                        |
| Noruega        | 7 de outubro de 2013   | Download digital       | Sony Music                        |
| Filipinas      | 7 de outubro de 2013   | Download digital       | Sony Music                        |
| Portugal       | 7 de outubro de 2013   | Download digital       | Sony Music                        |
| Rússia         | 7 de outubro de 2013   | Download digital       | Sony Music                        |
| Singapura      | 7 de outubro de 2013   | Download digital       | Sony Music                        |
| Suécia         | 7 de outubro de 2013   | Download digital       | Sony Music                        |
| Brasil         | 8 de outubro de 2013   | Download digital       | Sony Music                        |
| Austrália      | 11 de outubro de 2013  | Download digital       | Sony Music                        |
| Países Baixos  | 11 de outubro de 2013  | Download digital       | Sony Music                        |
| Estados Unidos | 22 de outubro de 2013  | Download digital       | Columbia                          |
| Reino Unido    | 30 de outubro de 2013  | Contemporary Hit Radio | Deconstruction, Fly Eye, Columbia |
| Áustria        | 15 de novembro de 2013 | Download digital       | Sony Music                        |
| Alemanha       | 15 de novembro de 2013 | Download digital       | Sony Music                        |
| Suíça          | 15 de novembro de 2013 | Download digital       | Sony Music                        |
| Irlanda        | 22 de novembro de 2013 | Download digital       | Deconstruction, Fly Eye, Columbia |
| Reino Unido    | 24 de novembro de 2013 | Download digital       | Deconstruction, Fly Eye, Columbia |
| Alemanha       | 3 de janeiro de 2014   | CD single              | Sony Music                        |

## Créditos e pessoal
- Alesso – todos os instrumentais, engenharia de áudio, mixagem, produção
- Calvin Harris – todos os instrumentais, engenharia de áudio, mixagem, produção
- Theo Hutchcraft – vocal
- Mike Marsh – masterização